# Onze-Lieve-Vrouw-Onbevlekt-Ontvangenkerk (Melle)

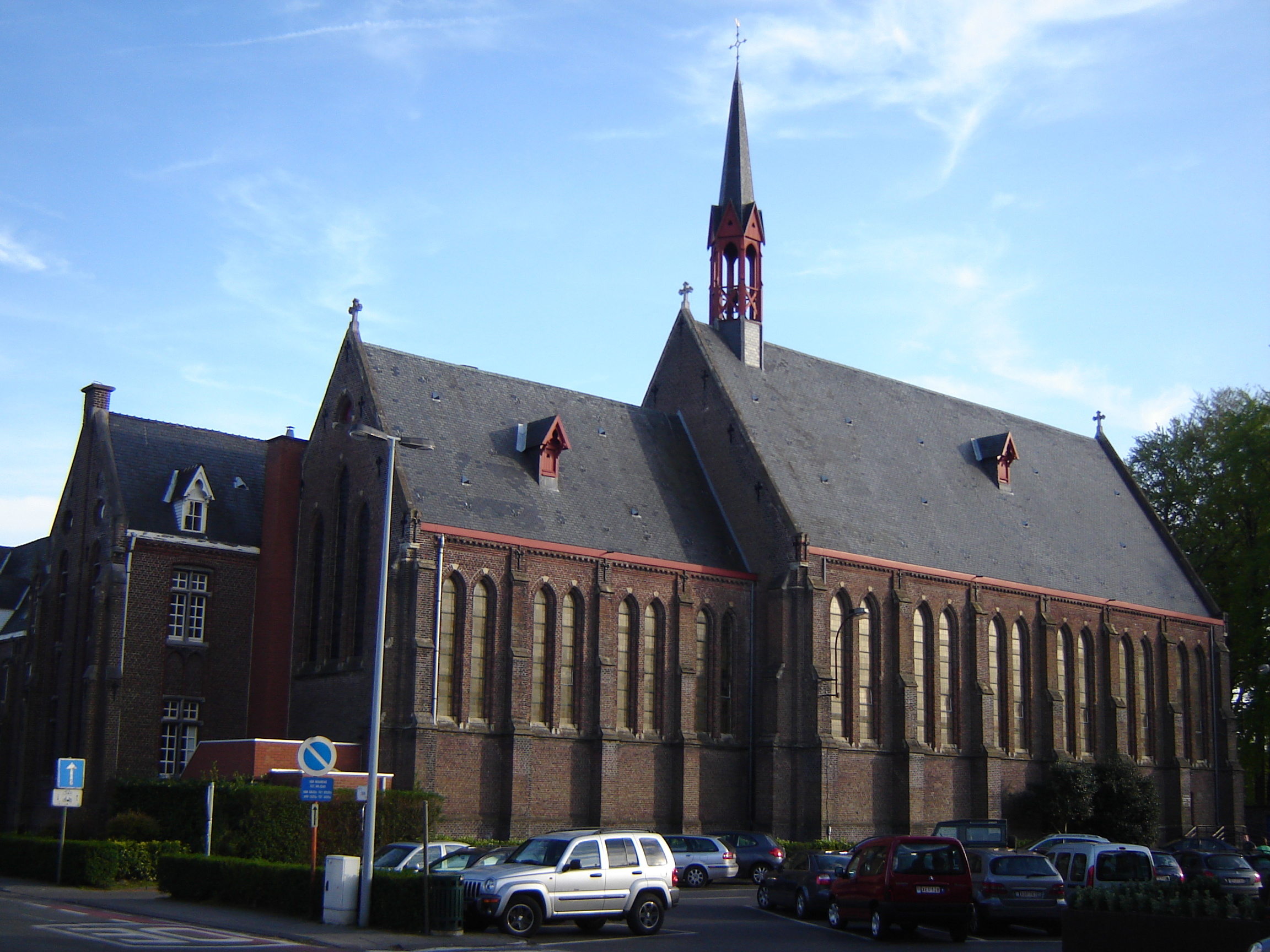
Onze-Lieve-Vrouw-Onbevlekt-Ontvangenkerk

De Onze-Lieve-Vrouw-Onbevlekt-Ontvangenkerk is een parochiekerk in de Oost-Vlaamse plaats Melle, gelegen aan de Tuinstraat.

## Geschiedenis
De kerk werd gebouwd als kapel en ingewijd in 1871. Opdrachtgever was het echtpaar Wauters-van Kerckhove. In 1954 werd de kapel verheven tot parochiekerk.

## Gebouw
Het betreft een eenbeukige kapel in neogotische stijl. Op het dak bevindt zich een dakruiter. Het interieur wordt overkluisd door een houten spitstongewelf. Het biechtstoelen en communiebank zijn neogotisch.